# Антилопа на Бейт
Антилопата на Бейт (Neotragus batesi) е вид бозайник от семейство Кухороги (Bovidae).

## Разпространение
Видът е разпространен в Габон, Демократична република Конго, Екваториална Гвинея, Камерун, Нигерия, Уганда и Централноафриканска република.